# Rebesgrün
Rebesgrün (vogtländisch: Rebesgrie) ist eine der vier Ortschaften der Stadt Auerbach/Vogtl. Die Gemeinde Rebesgrün mit dem am 1. Januar 1994 eingemeindeten Ortsteil Reumtengrün wurde am 1. Januar 2003 in die Stadt Auerbach/Vogtl. eingemeindet. Dadurch wurden Rebesgrün und Reumtengrün jeweils eigenständige Ortschaften der Stadt Auerbach/Vogtl. mit eigenem Ortschaftsrat.

## Geographie

### Geographische Lage
Rebesgrün liegt zwischen der Treba, einem Zufluss der Trieb im Westen und der Bahnstrecke Herlasgrün–Oelsnitz im Osten. Im Südosten geht das Siedlungsgebiet nahtlos in das Stadtgebiet von Auerbach/Vogtl. über. Rebesgrün befindet sich im Nordwesten der Stadt Auerbach/Vogtl. im Osten des Naturraumes Vogtland und im sächsischen Teil des historischen Vogtlands.

### Nachbarorte
| Eich        |                                             |                 |
|             | Kompassrose, die auf Nachbargemeinden zeigt | Rodewisch       |
| Reumtengrün |                                             | Auerbach/Vogtl. |

## Geschichte

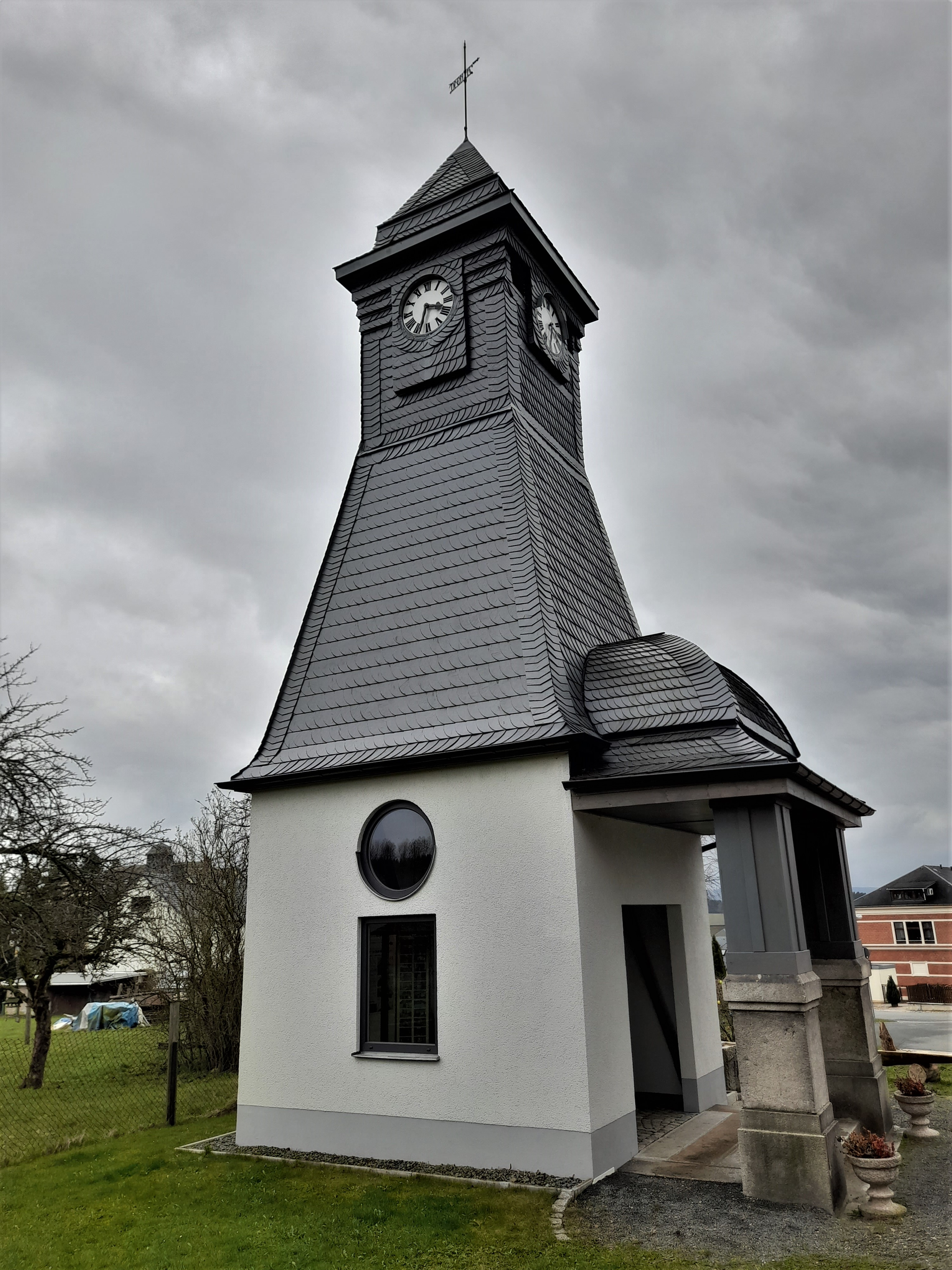
Uhrenturm Rebesgrün mit der Schulglocke der abgerissenen Schule

Das Waldhufendorf Rebesgrün wurde am 9. November 1411 als „Redewischgrune“ erstmals urkundlich erwähnt.  Die Erwähnung fällt mir der Ersterwähnung des nordöstlich angrenzenden Rodewischs als „Redewisch“ zusammen. Ob ein Zusammenhang zwischen diesen beiden Einträgen gibt, ist unbelegt. Weitere Namensnennungen waren Rebenßgrune und Reberißgrune (1450), Rebesgrün (1460), Rebeyßgrun (1462), Reberßgrun (1531), Rewesgrun (1551) und Rebesgrun (1577).
Die Grundherrschaft über Rebesgrün lag mindestens seit 1533 beim Rittergut Auerbach. Im Jahr 1764 lag sie anteilig bei den vier Rittergütern Auerbach oberen und unteren Teils, Rützengrün, und Sorga. Rebesgrün gehörte bis ins 16. Jahrhundert zur Herrschaft Auerbach und danach bis 1856 zum kursächsischen bzw. späteren königlich-sächsischen Amt Plauen. 1856 wurde der Ort dem Gerichtsamt Auerbach und 1875 der Amtshauptmannschaft Auerbach angegliedert. Die erste zweireihige Stickmaschine wurde in Rebesgrün im Jahr 1883 aufgestellt. Im Jahr 1935 war die Stickereiindustrie zum Haupterwerbszweig des Orts geworden. Sie ging erst nach 1990 zurück.
Durch die zweite Kreisreform in der DDR kam die Gemeinde Rebesgrün im Jahr 1952 zum Kreis Auerbach im Bezirk Chemnitz (1953 in Bezirk Karl-Marx-Stadt umbenannt), der 1990 als sächsischer Landkreis Auerbach fortgeführt wurde und 1996 im Vogtlandkreis aufging. Am 1. Januar 1994 wurde die Gemeinde Reumtengrün nach Rebesgrün eingemeindet. Mit der Eingemeindung der Gemeinde Rebesgrün in die Große Kreisstadt Auerbach/Vogtl. wurden Reumtengrün und Rebesgrün am 1. Januar 2003 jeweils eigenständige Ortschaften mit eigenem Ortschaftsrat. Im Jahr 1992 wurde im Südwesten des Orts an der Grenze zu Auerbach/Vogtl. das Gewerbegebiet „Auerbach/West–Rebesgrün“ erschlossen. Die Schule des Orts schloss im Jahr 1999. Nach dem Abriss der „Neuen Schule“ im Jahr 2016 entstand auf dem Areal ein neues Feuerwehrhaus. Die Schulglocke fand in einem 2019 errichteten Uhrenturm auf dem Gelände ihren Platz. Im Inneren des Turms erinnert eine kleine Ausstellung an die Rebesgrüner Schule mit ihrer Schulglocke.

### Einwohnerzahlen
1551 lebten im Ort 22 besessene Mann und 22 Inwohner, 1764 waren es 34 besessene Mann und 18 Häusler.
| Jahr:      | 1834 | 1871 | 1890 | 1910 | 1925 | 1939 | 1946 | 1950 | 1964 | 1990 | 2000 |
| Einwohner: | 518  | 806  | 1033 | 1903 | 2074 | 2073 | 2123 | 2239 | 1934 | 1487 | 2575 |

1910 lag Rebesgrün unter den 69 Kommunen der Amtshauptmannschaft Auerbach auf Rang 16 der Einwohnerstatistik.

## Öffentlicher Nahverkehr
Rebesgrün ist über die PlusBus-Linie 60 des Verkehrsverbunds Vogtland im Stundentakt mit Rodewisch, Auerbach und Treuen verbunden. Außerdem verkehrt die RufBus-Linie 15 im Zweistundentakt nach Falkenstein.

## Sehenswürdigkeiten

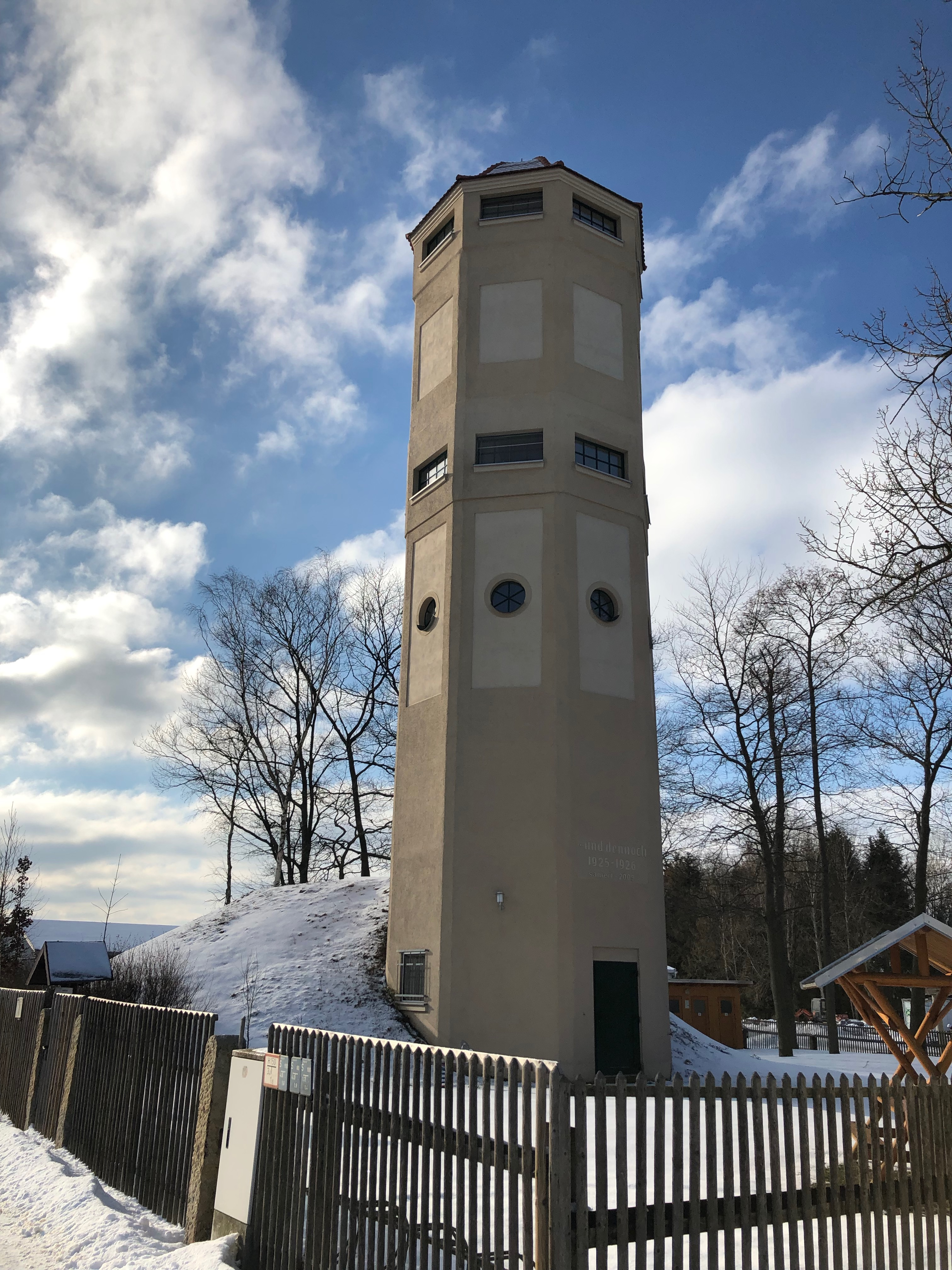
Wasserturm Rebesgrün (2019)

- Waldsportbad Rebesgrün
- Wasserturm Rebesgrün[8]